# رقيب الشمس البيروي
رقيب الشمس البيروي (باللاتينية: Heliotropium peruvianum) نوع نباتي يتبع جنس رقيب الشمس من الفصيلة الحِمحِمية.
موطنه بيرو ومنها انتقل إلى مناطق أخرى كثيرة.

## الوصف النباتي
نبات استوائي ارتفاعه 45-60 سم. أوراقه عادة ذات عروق غائرة في الوجه العلوي وبارزة في الوجه السفلي، والنورة انتهائية عنقودية ملتفة على شكل ذنب العقرب، والأزهار غالباً لاطئة، تتفتح في الربيع ولها رائحة فواحة. والثمرة بنيدقة (بالإنجليزية: Nutles)‏. النبات سام.